# Cenòmans
|  | No s'ha de confondre amb Cenimagnes o Segobriges. |

Els cenòmans (o cnomani, en llatí) són un poble gal (o celta), de la Gàl·lia Cisalpina que, com els sènons, els língons i els bois, emigraren a la península Itàlica, envers el segle IV aC. Vivien a l'est dels carnuts entre el riu Sena i el Loira, a la zona del Maine. La seva ciutat principal era, segons Claudi Ptolemeu, Vindinum. Es van unir a Vercingetòrix en el gran aixecament dels gals contra Cèsar l'any 52 aC i van enviar cinc mil guerrers a Alèsia. Juli Cèsar els anomena Aulerci Cenomani. Segons Plini el Vell, els cenòmans tenien un assentament vora Massàlia, entre la tribu dels volques, i van marxar amb ells cap a Itàlia.

## Història

### Fundació de Brixia
Segons Tit Livi, els cenòmans provenen de la Gàl·lia, probablement de la regió de l'est de la regió del Maine, amb Le Mans com a capital, on es van establir els cenòmans aulerci. Sota el lideratge d'Etitovios, la seva migració i el seu establiment a la península Itàlica hauria estat facilitat pel llegendari rei gal Bellovese.
| « | Aviat, seguint els passos d'aquests primers gals, una tropa de cenòmans, sota el lideratge d'Étitovius, va travessar els Alps pel mateix congost, amb l'ajuda de Bellovès, i van arribar a establir-se al lloc aleshores ocupat pels libuos, on ara hi ha les viles de Brescia i Verona. | » |

| « | Cap al naixement d'aquest riu es trobaven els laens i els lèbics; després els insubris, una nació poderosa i molt extensa; i després d'ells els cenòmans; prop del mar Adriàtic, hi havia els veneti, un poble antic que tenia gairebé els mateixos costums i la mateixa indumentària que els altres gals, però que parlaven una altra llengua. | » |

La capital dels cenòmans era Brixia (l'actual municipi de Brescia). El nom de Brescia deriva del radical gal *brica / *briga (cim, turó, alçada). Radical que es troba en altres topònims de la zona d'influència celta, com ara Bresse, la Brie, Brixen, etc.

### Oposició a Roma
«Els cenòmans de Bríxia es van revoltar quan van ser cridats a files pel darrer cap cartaginès que es dirigí a la península Itàlica, Amílcar.» Efectivament, el 201 aC, els cenòmans, cridats per Amílcar, van capturar la vila de Cremona (al nord de l'actual Itàlia), tanmateix, van ser derrotats el 200 aC i foren sotmesos el 197 aC.
Les relacions entre els cenòmans i els romans van romandre fluctuants durant un temps. Els insubrians i els boians també van donar suport amb constància en la decisió que s'havia pres; però els vènets i els cenòmans es van posar al costat dels romans, guanyats pels ambaixadors que els havien enviat, la qual cosa va obligar els reis gals a deixar una part del seu exèrcit al país, per protegir-lo d'aquests pobles. El cònsol romà Corneli va establir el seu campament en aquest riu, a cinc milles per sota de l'enemic. Des d'allí va enviar emissaris a les ciutats dels cenòmans i a Brixia, la seva capital, i va adquirir la certesa que, si el jovent del país s'havia aixecat en armes, era sense l'aprovació dels ancians, i que cap decisió pública havia autoritzat els cenòmans a unir-se a les revoltes dels insubres. Així, va fer cridar als líders de la nació i va fer tot el possible per guanyar-los i aconseguir que es separessin dels insubres i, elevant els seus estàndards, decidissin tornar a casa o passar-se al costat dels romans. No va tenir èxit; però va rebre la seva paraula que es mantindrien neutrals en la lluita o que, si es presentava l'oportunitat, ajudarien als romans. Els insubres desconeixien aquest acord, tot i que en tenien algunes sospites.
A la Gàl·lia, el pretor M. Furius, que buscava un pretext per fer la guerra en plena pau, havia desarmat els cenòmans, malgrat no tenir cap queixa contra ells. Els cenòmans van anar a Roma a queixar-se i el Senat els va enviar al cònsol Emili, a qui va encarregar la investigació i el judici d'aquest afer. Després de debats molt animats, els cenòmans van guanyar el seu cas; el pretor va rebre l'ordre de retornar-los les armes i d'abandonar la província.

### Concentració a Roma
Els cenòmans eren aliats dels Romans. El 49 aC, sota Juli Cèsar, van obtenir la plena ciutadania romana a tota la Gàl·lia Cisalpina. Va seguir un període de pau i prosperitat econòmica, sobretot gràcies a l'agricultura, el comerç, les pedreres de marbre i la mineria, que van convertir la regió en un dels pols centrals del nord de la península Itàlica a l'època romana.

### Un poble, entre els pobles gals, de la Gàl·lia Cisalpina

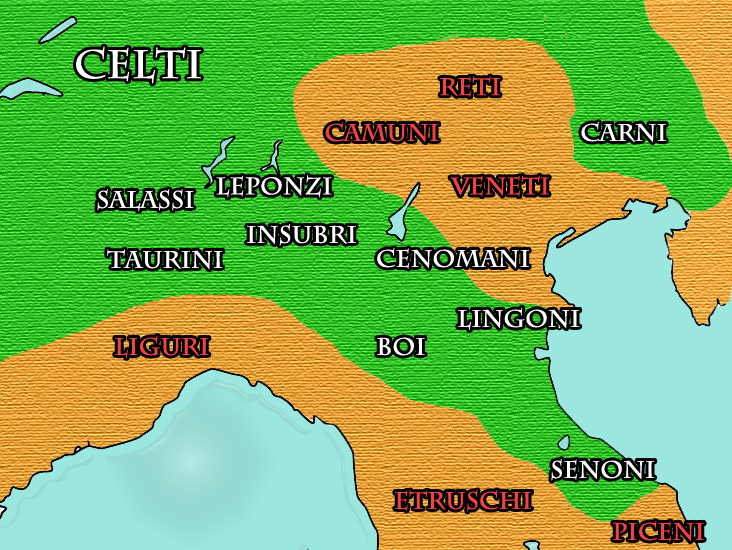
Els pobles de la Gàl·lia Cisalpina entre els anys 391-192 aC.

Un altre grup de cenòmans vivia a la Gàl·lia Cisalpina, al nord del Po, entre els ínsubres a l'oest i els vènets a l'est. Les seves ciutats principals eren Brixia i Verona, segons Titus Livi, i Brixia i Cremona segons Plini el Vell. Claudi Ptolemeu també els assigna Bèrgam i Màntua.
El nom «gals» (en llatí, galli ) és testimoniat per primera vegada per la ploma de Cató el Censor, cap al 168 aC, per designar els habitants que havien envaït la plana del Po, és a dir, els habitants de la Gàl·lia Cisalpina. Se sap, sobretot gràcies a l'etimologia, que efectivament es tractava de pobles nord-alpins.
La Gàl·lia Cisalpina (en llatí, Gallia cisalpina, Gallia transpadana, Gallia citerior, Provincia ariminum o Gallia togata) s'estenia per la plana del Po, al nord de la península Itàlica. Va ser anomenada així pels romans per la seva posició en aquesta banda dels Alps i en oposició a la Gàl·lia transalpina (més enllà dels Alps).
Aquesta zona de la Gàl·lia Cisalpina corresponia a les actuals regions italianes d'Emília-Romanya, Friül Venècia Júlia, Ligúria, Llombardia, Piemont i Vèneto. Els seus límits eren: a l'oest, els Alps; al nord, els Alps i els llacs, al seu peu; a l'est, el territori de Trieste; al sud, el Rubicó i l'Arno o el Macra (territori dels etruscs) i els Apenins ligurs .

Situada al nord de la península Itàlica, la Gàl·lia Cisalpina va ser creada sota la República Romana l'any 81 aC i va ser administrada per un pretor. Per tant, no formava part de l'Administració provincial romana imperial. La província era governada des de Mutina (actual Mòdena). La província va ser annexada a Roma envers el 42 o 43 aC, en temps del Segon Triumvirat.
| « | Així, les regions més enllà del Po estan habitades pels henets i els istrians fins a Pola. Per sobre dels henets hi ha els Carnis, els cenòmans, els medoacis i els insubres. Tots eren enemics dels romans, amb l'excepció dels cenòmans i els henets, que eren els seus aliats, fins-i-tot abans de l'expedició d'Aníbal, quan van fer la guerra contra els boians i els insubres, i de nou després. | » |

Van arribar a Itàlia als voltants del segle vi aC, van expulsar els etruscs i es van establir als seus territoris del riu Po. Tots els historiadors coincideixen que van estar sempre a favor dels romans. Durant la invasió dels gals, l'any 225 aC, quan els ínsubres i els bois van combatre contra Roma, els cenòmans i els vènets van fer aliança amb la república i van aportar una força de vint mil soldats. També es van mantenir lleials a Roma quan Hanníbal va entrar a Itàlia i el van combatre a la Batalla de Trèbia l'any 218 aC, segons diu Titus Livi. Però una vegada acabada la Segona Guerra Púnica, es van unir a la rebel·lió dels gals dirigida per Amílcar l'any 200 aC i l'any següent es van ajuntar als ínsubres, però quan el cònsol Gai Corneli Cetege els va derrotar el 197 aC en una batalla en què van capturar el cartaginès Amílcar, no se'ls va castigar i van tornar a ser considerats aliats, ja que sembla que només van ser una part dels cenòmans els qui s'havien unit a les revoltes. L'any 49 aC van adquirir tots els drets de ciutadania romana com tots els gals de la Transpadana.

## Curiositats
- Clivana: divinitat que apareix només en una única inscripció, descoberta a Canale, al nord d'Itàlia, al territori dels Cenòmans.

| « | Canale (CIL 05, 7593) - G(ENIO) L(VCI) N(OSTRI) IVN(ONI) CLIVANAE N(OSTRAE) IVN(ONI) ANNAEAE N(OSTRAE) VIANELLIA RESTITVTA | » |

Era una divinitat associada a la deessa Juno i apareix en companyia d'Annea (també assimilada a Juno), i dels genius locus (genis del lloc). No es proposa cap etimologia pel nom, però l'origen gal d'aquesta deessa sembla acceptat per una majoria d'especialistes.
Viredia - Nom femení que apareix en una inscripció funerària, descoberta a Brescia. És una de les difuntes, filla de Tertullà. El seu nom es basa en l'arrel celta virido-, que vol dir «lleialtat, coratge, justícia».
| « | Brescia (CIL 5, 4522) D(IS) MANIB(VS) ALBV[C]IA T[E]RTVL[L]A VIRIDIAE T[E]RTVL[L]AE MATRI DIGNISSIMAE | » |